# Masacre de Soras
La masacre de Soras fue el asesinato masivo en un solo día de entre 109 y 117 personas en diversas localidades de la provincia de Sucre, departamento de Ayacucho, el 16 de julio de 1984 a manos del grupo terrorista Partido Comunista del Perú-Sendero Luminoso, en represalia a la organización de la población para su defensa frente a las incursiones senderistas.
La matanza también es conocida como «expreso de la muerte» o «caravana de la muerte» debido a que los terroristas, unos 30 o 40 individuos armados, secuestraron un autobús de la empresa Expreso Cabanino en la localidad de Sontococha, y fueron torturando y asesinando a las autoridades comunales y campesinos en las siete paradas habituales durante su recorrido hasta llegar a Soras, su destino final.
Esta masacre ha sido calificada como la mayor cometida por el grupo subversivo Sendero Luminoso.

## Antecedentes
Sendero Luminoso, partido político comunista y posteriormente grupo armado subversivo, había declarado la guerra al Estado peruano en 1980. Entres sus tácticas de imposición en el departamento de Ayacucho, lugar donde inició la lucha armada, estaba la captura y posterior «juicio popular» de los dirigentes políticos y comunales de las poblaciones donde incursionaba. En noviembre de 1983, una columna senderista, comandada por Víctor Quispe Palomino, alias camarada José, entró en la localidad de Soras, capital del distrito homónimo, y ejecutó a tres dirigentes locales, calificándolos de soplones.
Conocido el crimen, un destacamento de sinchis, unidad policial de contrainsurgencia, acudió a la zona y tuvo un enfrentamiento con la columna subversiva, dando como resultado la muerte de un senderista. La policía peruana conminó a la población de los caseríos de las provincias de Sucre y Lucanas a organizarse en rondas campesinas para repeler futuras incursiones.

## Hechos
El lunes 16 de julio de 1984 el autobús interprovincial de la Empresa de Transportes Expreso Cabanino S.A. (ETECSA) que cubría la ruta Lima-Soras fue secuestrado en Sontococha (provincia de Lucanas) por un grupo de entre 30 y 40 senderistas disfrazados de miembros de las Fuerzas Armadas. En ese mismo momento, los terroristas asesinaron a 22 pasajeros varones. La ruta que siguió el autobús, que fue la habitual, recorrió Challapuquio, Badopampa, Doce Corral, Chaupihuasi y Tranca. En cada parada, los senderistas incursionaron en los poblados y cometieron actos de tortura y asesinatos. En Doce Corral, asesinaron a 30 personas, entre los que estaban comerciantes cuzqueños que se encontraban en la localidad para realizar unas ventas. En Chaupihuasi hicieron formar en dos filas a la población que acudió a recibirlos, y masacraron a golpes a 40. El autobús fue abandonado en Tranca.
Los senderistas finalmente llegaron a pie a su destino final. Entraron al pueblo de Soras con linternas y tomaron la plaza de armas sin resistencia. En ese lugar asesinaron a 18 personas y escribieron con sangre en la pared del local municipal «Así mueren los soplones».
El total de víctimas varía según el organismo que ha investigado la masacre. La Comisión Nacional de Derechos Humanos (COMISEDH) calcula que fueron asesinadas unas 109 personas. Por su parte, la Fiscalía del Perú da una cifra de 117 masacradas por los senderistas.

### Contraofensiva
Tras la masacre, la ronda de Chaupihuasi capturó a cuatro senderistas, que fueron ejecutados extrajudicialmente por los sinchis.
Asimismo, la población afectada formó una fuerza de 500 hombres y mujeres armados entre los comuneros de Soras, San Pedro de Larcay y Paico para realizar una contraofensiva, que fue poco exitosa.

## Investigación
La Comisión de la Verdad y Reconciliación, dentro de sus investigaciones iniciadas en 2003, tomó datos acerca de la masacre pero no incidió en investigarla en profundidad. Es recién en 2012, a raíz de la pronta excarcelación de los líderes senderistas Osmán Morote y Margot Liendo, cuando la Fiscalía de Ayacucho inició un proceso de denuncia contra la cúpula de Sendero Luminoso y Víctor Quispe Palomino, presunto cabecilla al mando de la columna perpetradora de la masacre. Por su parte, el máximo líder de Sendero, Abimael Guzmán, negó su autoría intelectual.